# Nagy István (agrármérnök)
Nagy István (Újfehértó, 1967. október 6. –) magyar agrármérnök, politikus, 2010 óta a Fidesz-KDNP országgyűlési képviselője, jelenleg a Győr-Moson-Sopron vármegyei 5. sz. országgyűlési egyéni választókerületben. 2010 és 2014 között Mosonmagyaróvár polgármestere. A negyedik Orbán-kormányban és az ötödik Orbán-kormányban az Agrárminisztérium minisztere. A 2023-as Befolyás-barométer szerint ő Magyarország 29. legbefolyásosabb személye.

## Életpályája
1986-ban érettségizett a Balásházy János Mezőgazdasági Szakközépiskolában. 1992-ben a Pannon Agrártudományi Egyetem Mosonmagyaróvári Mezőgazdaságtudományi Karán agrármérnöki végzettséget szerzett. 1996-ban a Budapesti Műszaki Egyetem Természet- és Társadalomtudományi Karán mérnök-tanárként végzett. 2007-ben a Nyugat-Magyarországi Egyetem, Ujhelyi Imre Állattudományi doktori iskoláján PhD fokozatot kapott.
1993. január 1. és 1994. augusztus 15. között a Veres Péter Mezőgazdasági Szakközépiskolában állattenyésztéstant és takarmányozástant oktatott. 2000-től a Nyugat-magyarországi Egyetem Mezőgazdaság- és Élelmiszertudományi Kar Állattudományi intézet meghívott óraadó oktatójaként méhészetet, nyúl- és prémes-állattenyésztést és szakmódszertant oktatott.
2010. áprilisában az országgyűlési választáson képviselői mandátumot szerzett.
2010. október 4-től 2014-ig a Mosonmagyaróvár polgármestere volt.
2014. június 15-tól 2018-ig a Földművelésügyi Minisztérium államtitkára volt.
2018. május 18-tól a negyedik Orbán-kormány agrárminisztere.
Eszperantó és német nyelveken középfokon, orosz nyelven alapfokon tud.